# Божи гроб
Вижте пояснителната страница за други значения на Божи гроб.
Божи гроб (на гръцки: Αγιος Τάφος) е главното светилище на християнския свят.
Представлява гробницата в скалата, в която според Евангелията е бил погребан Иисус Христос след разпъването му на кръста, и преди Възкресението Христово. Мястото е под олтара на църква „Възкресение Христово“ в Йерусалим.
Според преданията гробницата се е намирала извън градските стени северозападно от Йерусалим, недалеч от Голгота. Впоследствие там са построени Кувуклията и храмът, посветен на Възнесението Божие. В края на XIX век възниква спор между учените за точното място на гроба.
В по-широк, средновековен (от времето на Кръстоносните походи) и фигуративен смисъл под Божи гроб се разбират Светите земи в Палестина, които са свещено място за християните от цял свят.
|  | Тази страница частично или изцяло представлява превод на страницата „Гроб Господень“ в Уикипедия на руски. Оригиналният текст, както и този превод, са защитени от Лиценза „Криейтив Комънс – Признание – Споделяне на споделеното“, а за съдържание, създадено преди юни 2009 година – от Лиценза за свободна документация на ГНУ. Прегледайте историята на редакциите на оригиналната страница, както и на преводната страница, за да видите списъка на съавторите. ВАЖНО: Този шаблон се отнася единствено до авторските права върху съдържанието на статията. Добавянето му не отменя изискването да се посочват конкретни източници на твърденията, които да бъдат благонадеждни. |